# Колобич Зенон Федорович
Колобич Зенон Федорович (30 травня 1954 — 5 листопада 2018) — Народний артист України, художній керівник та головний балетмейстер Народного ансамблю танцю «Горицвіт» Львівського національного медичного університету імені Данила Галицького. Перший в Україні володар Всесвітньої премії фольклору «Оскар — 2012».

## Біографія
Зенон Федорович Колобич народився 30 травня 1954 р. у Львові.
Закінчив Львівське державне культурно-освітнє училище (1972 р.) за спеціальністю «Керівник танцювального колективу», Львівський державний медичний інститут (1984 р.), за спеціальністю «Лікар-стоматолог».
Має державні нагороди: почесне звання «Заслужений працівник культури» Української РСР" (1986 р.), у 1988 р. нагороджений Почесною грамотою Президії Верховної ради України, «Заслужений діяч мистецтв України» (1996 р.), у 1999 р. нагороджений орденом «За заслуги» III ступеня, повний кавалер орденів Регіонального Благодійного Фонду імені Короля Данила (2004—2009). У 2009 р. присвоєно почесне звання «Народний артист України». В цьому ж році був прийнятий у Міжнародну Асоціацію Фольклору «IGF» як представник України. У 2011 році на Генеральній асамблеї «IGF» у м. Бистриця (Румунія) Зенон Колобич обраний членом Ради цієї асоціації.
1 грудня 2012 року Зенон Колобич вперше в історії України нагороджений Всесвітньою премією фольклору «Оскар — 2012» за значний внесок та видатні зусилля щодо збереження Культурної нематеріальної та етнографічної спадщини, дорогоцінного надбання Народів Світу, їх історій та самобутності. Ця премія була вручена З. Колобичу у культурній столиці Європи — м. Гімарайш (Португалія). 5 листопада 2018 року діяч помер, зв'язку з важкою хворобою.
Похований Зенон Колобич у родинному гробівці на Личаківському цвинтарі.

## Народний ансамбль танцю «Горицвіт»
Ансамбль танцю «Горицвіт» створений З. Колобичем у 1975 році при Львівському державному медичному інституті. У 1982 р. ансамблю танцю «Горицвіт» присвоєно почесне звання «Народний».
Ансамбль неодноразово гідно представляв хореографічне мистецтво в Україні і далеко за кордоном.
Ансамбль «Горицвіт» лауреат багатьох міжнародних фольклорних фестивалів, дипломант XII та XIII Всесвітніх фестивалів молоді та студентів у містах Москві та Пхеньяні (1985 р., 1989 р.) У 1991 році став переможцем Міжнародного фестивалю-конкурсу, де завоював головний приз — «Золоте Кольє» серед 44 країн світу у м. Діжон (Франція). В 1996 році на цьому ж фестивалі-конкурсі у французькому Діжоні — здобув нагороду «Приз глядацьких симпатій — Срібну чашу».
2003 р. — ансамбль визнано найкращим колективом серед ансамблів 25-ти країн світу на Міжнародному фольклорному фестивалі в м. Конфолан (Франція).
2006 р. — «Горицвіт» став переможцем (І премія) на фестивалі-конкурсі хореографічного мистецтва, присвяченому 95-ій річниці з дня народження Ярослава Чуперчука (м. Львів).
2009 р. — перше місце на Всеукраїнському фестивалі-конкурсі імені Героя України Мирослава Ванту
2010 р. — крім фестивалів, які відбувалися в Італії «Горицвіт» брав участь у заходах присвячених відзначенню Дня Державного Прапора України в м. Кастровілларі (Італія) під патронатом генерального консульства України.
2011 р. — ансамбль «Горицвіт» став переможцем Всеукраїнського фестивалю-конкурсу імені Павла Вірського у Києві, де здобув перше місце.
2012 р. — ансамбль «Горицвіт» брав участь у багатьох творчих проектах та культурних програмах м. Львова під час проведення футбольного чемпіонату Європи. Після проведення ЄВРО-2012 міський голова А. Садовий нагородив ансамбль дипломом "За успішну організацію та проведення культурно-мистецьких заходів під час фінальної частини чемпіонату Європи 2012 з футболу та любов до м. Львова.
Ансамбль «Горицвіт» постійний учасник усіх концертів та святкувань, які проводяться у нашому місті.
Самобутній авторський стиль хореографічних постановок З. Ф. Колобича знаний не лише в Україні, а й далеко за її межами. Зенон Колобич відомий як здібний педагог та організатор, який за роки своєї творчої діяльності виховав понад 5 тисяч талановитих танцюристів. Авторська школа хореографічної майстерності Зенона Колобича — це не лише 80 чоловік основного складу, а й 200 учасників дорослих та дитячих груп. Народний ансамбль «Горицвіт» та його керівник Зенон Колобич — заслужено вважаються достойним репрезентантом українського хореографічного мистецтва в Україні і світі.